# Cantón Echeandía
El cantón Echeandía es una entidad territorial subnacional ecuatoriana, de la provincia de Bolívar. Es uno de los siete cantones de esa provincia
Su cabecera cantonal es la ciudad de Echeandía.
Se destaca por su exquisito clima, con la flora, fauna y la gastronomía. En el cantón Echeandia también se procesa el famoso pájaro azul, que a su vez es transportado a varías partes del país.

## Geografía
El cantón de Echeandía fue creado el 5 de enero de 1984. Abarca una superficie de 230,6 km². Está ubicado al occidente de la provincia, en las estribaciones de la cordillera. Climáticamente, pertenece a la zona subtropical, lo cual favorece su economía, ya que la mayor parte de la población se dedica a la agricultura, con la producción de la zona: naranjas, café, cacao, caña de azúcar. 

### Relieve
El relieve del cantón Echeandía, se caracteriza por ser un relieve de Montaña, lo que significa altas y escarpadas montañas. Y en menor porcentaje en especial el declive formado por el Río Sibimbe, el relieve presenta llanuras típicas de la Costa en una franja de no mayor a 50 metros de ancho. Para un mejor entendimiento del territorio en un medio geográfico característico del subtrópico, se aplicará el análisis del Macro relieve, que representa una categoría intermedia de unidades geomorfológicas del paisaje; sobre la base de esta categoría, el cantón Echeandía presenta tres tipos de macro relieves.

### Hidrografía
El Cantón Echeandía al estar ubicado en una zona del subtrópico de la provincia Bolívar y en su mayor extensión su terreno es escarpado montañoso, las lluvias se escurren por quebradas que se convierten en arroyos, esteros y ríos, y finalmente, al unirse entre ellos, forman ríos más grandes, entre los ríos más importantes se encuentra al Norte, el Río Oncebí que recoge aguas del Río Runayacu y sus afluentes. En la parte central, el Sibimbe que recoge aguas de los Ríos ChazoJuan, Limón de Carmen, Río Pitiambi, Río Tesoro y sus respectivos afluentes. Y en la parte sur, el Río las Piedras que recoge aguas de ríos, esteros y drenajes menores con sus respectivos afluentes. Estos ríos a su vez son afluentes del Río Daule que desemboca en el Río Babahoyo y este en el Río Guayas. Por lo tanto, el sistema hidrológico del territorio Echeandía, forma la Subcuenca del Río Babahoyo y la Cuenca del Río Guayas.

### Límites cantonales
| Noroeste: Ventanas        | Norte: Las Naves | Noreste: Guaranda |
| Oeste: Ventanas, Urdaneta |                  | Este: Guaranda    |
| Suroeste: Urdaneta        | Sur: Caluma      | Sureste: Guaranda |

## División política
El cantón Echeandía está formado por una sola parroquia: Echeandía.
No cuenta con parroquias rurales.